# Cassipourea atanganae
Cassipourea atanganae är en tvåhjärtbladig växtart som beskrevs av Kenfack. Cassipourea atanganae ingår i släktet Cassipourea, och familjen Rhizophoraceae. Inga underarter finns listade i Catalogue of Life.